# تازولول
تازولول (انگلیسی: Tazolol) یک مسدودکننده بتا است که در درمان بیماری قلبی کاربرد دارد.